# Cayaponia
Cayaponia es un género de plantas con flores perteneciente a la familia Cucurbitaceae. Comprende 124 especies descritas y de estas, solo 75 aceptadas.

## Descripción
Son trepadoras herbáceas, gruesas, perennes; usualmente monoicas. Hojas simples o compuestas, frecuentemente con glándulas discoidales en el envés, especialmente en la base; zarcillos 2–7-ramificados, raramente no ramificados. Flores pistiladas usualmente más pequeñas que las estaminadas, solitarias, fasciculadas, racemosas o paniculadas; hipanto campanulado a cilíndrico; sépalos 5; corola campanulada a rotácea, profundamente 5-lobada, amarillo-verdosa o blanco-verdosa; estambres 3, insertos en la parte inferior del hipanto, filamentos libres, anteras usualmente cohesionadas, tecas usualmente 3-plegadas, con conectivo angosto; ovario elipsoide, liso, placentas 3, óvulos ascendentes, 3–30, estigmas 3. Fruto una baya fibrosa, elipsoide o globosa, de cáscara delgada, roja o rojo-anaranjada o rara vez negra cuando madura; semillas 1–30, asimétricamente ovoides, subcomprimidas.

## Distribución
Género con unas 75 especies, 1 o 2 en África tropical y Madagascar, el resto en los trópicos y subtrópicos del Nuevo Mundo, mayormente en Sudamérica; 5 especies se encuentran en Nicaragua.

## Taxonomía
El género fue descrito por António Luiz Patricio da Silva Manso y publicado en Enumeracão das Substancias Brazileiras 31–32. 1836. La especie tipo es: Cayaponia diffusa Silva Manso. 
Etimología
Cayaponia: nombre genérico que fue nombrado por el botánico brasileño António Luiz Patricio da Silva Manso en honor de los indígenas Kayapó de Brasil.

## Especies
| - Cayaponia africana - Cayaponia alarici - Cayaponia amazonica - Cayaponia americana - Cayaponia angustiloba - Cayaponia attenuata - Cayaponia bidentata - Cayaponia biflora - Cayaponia boliviensis - Cayaponia bonariensis - Cayaponia botryocarpa - Cayaponia buraeavii - Cayaponia cabocla - Cayaponia capitata - Cayaponia caulobotrys - Cayaponia citrullifolia - Cayaponia cogniauxiana - Cayaponia cordata - Cayaponia cordifolia - Cayaponia coriacea - Cayaponia cruegeri - Cayaponia denticulata - Cayaponia diversifolia - Cayaponia domingensis - Cayaponia duckei - Cayaponia espelina - Cayaponia ferruginea - Cayaponia floribunda - Cayaponia fluminensis - Cayaponia glandulosa - Cayaponia gracillima - Cayaponia granatensis - Cayaponia guianensis - Cayaponia hammelii - Cayaponia jenmanii - Cayaponia kathematophora - Cayaponia latiloba - Cayaponia laxa - Cayaponia leucosticta - Cayaponia lhotzkyana - Cayaponia longifolia - Cayaponia longiloba | - Cayaponia macrocalyx - Cayaponia martiana - Cayaponia maximowiczii - Cayaponia membranacea - Cayaponia metensis - Cayaponia micrantha - Cayaponia multiglandulosa - Cayaponia nitida - Cayaponia noronhae - Cayaponia ophthalmica - Cayaponia oppositifolia - Cayaponia ovata - Cayaponia palmata - Cayaponia pedata - Cayaponia peruviana - Cayaponia petiolulata - Cayaponia pilosa - Cayaponia podantha - Cayaponia prunifera - Cayaponia quinqueloba - Cayaponia racemosa - Cayaponia rigida - Cayaponia rugosa - Cayaponia ruizii - Cayaponia selysioides - Cayaponia sessiliflora - Cayaponia setulosa - Cayaponia simplicifolia - Cayaponia smithii - Cayaponia subsessilis - Cayaponia tayuya - Cayaponia ternata - Cayaponia tessmannii - Cayaponia tibiricae - Cayaponia triangularis - Cayaponia trifoliolata - Cayaponia trilobata - Cayaponia tubulosa - Cayaponia ulei - Cayaponia weddellii - Cayaponia villosissima |